# Vråka
Vråka är en by belägen i Västra Eds socken i Västerviks kommun i norra Kalmar län.
Från 2015 avgränsar SCB här en småort.

## Historia
Platsen tros ha varit bebyggd sedan vikingatiden, vilket ett i byn centralt beläget gravfält vittnar om. 1743 brann byn ner.
I byn fanns tidigare en skola som emellertid förstördes i en brand 1960.
2003 invigdes en vandringsled, Kyrkvägen, mellan Vråka och Edsbruk. Leden är cirka sex kilometer lång och var förr den enda vägen mellan orterna. Byn har även ett aktivt byalag.

## Fornlämningar
I Vråka med omnejd finns ett flertal gravfält med högar, resta stenar och olika former av stensättningar, vilka kan härledas till järnålderns senare del. Centralt i byn finns ett gravfält med sjuttiotalet i dag synliga lämningar. Gravfältet är emellertid skadat och hur stort det ursprungligen har varit råder det osäkerhet kring. Uppgifter om ytterligare bortplöjda gravfält intill byn förekommer.

## Kommunikationer
Genom byn går landsväg 874 som österut leder till Loftahammar och västerut till byn Hulta. I Hulta möts den av väg 909 som leder ut till E22 i söder och Långrådna, Tryserum och Valdemarsvik i norr.
Från bykärnan går även väg 908 (grusväg), som via byn Grötebo leder vidare mot Skeppsgården och ytterligare en grusväg som leder över byn Nocketorp och sammanstrålar med väg 877, som i sin tur leder till Helgenäs.

## Personer med anknytning till byn
- Pelle Björnlert, svensk folkmusiker och riksspelman
- Johan Hedin, svensk folkmusiker och riksspelman

## Bilder

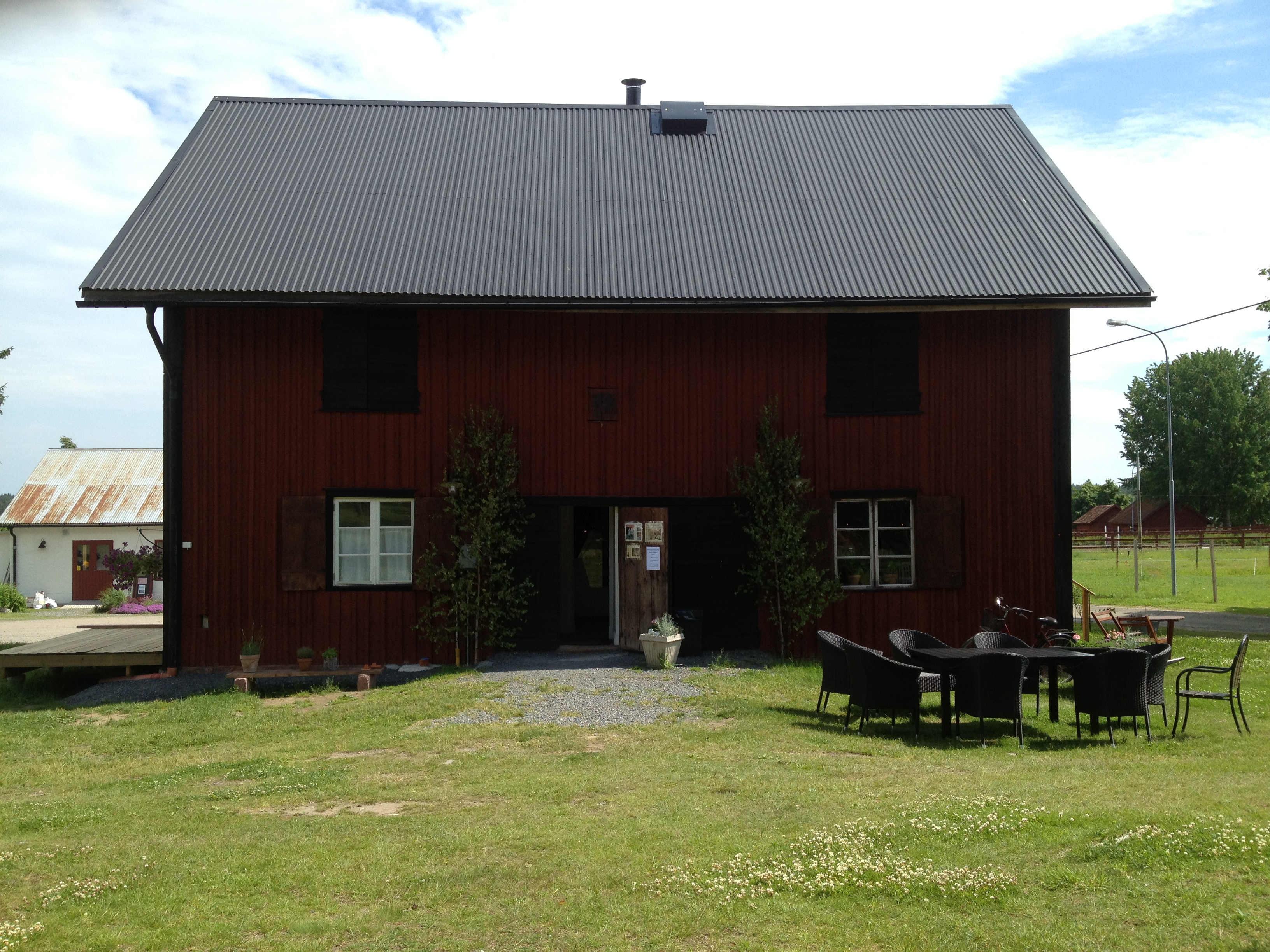
På bilden ses ett gammalt magasin och affär från 1875. I dag brukas lokalerna som café. I bakgrunden ses Vråka glashytta.
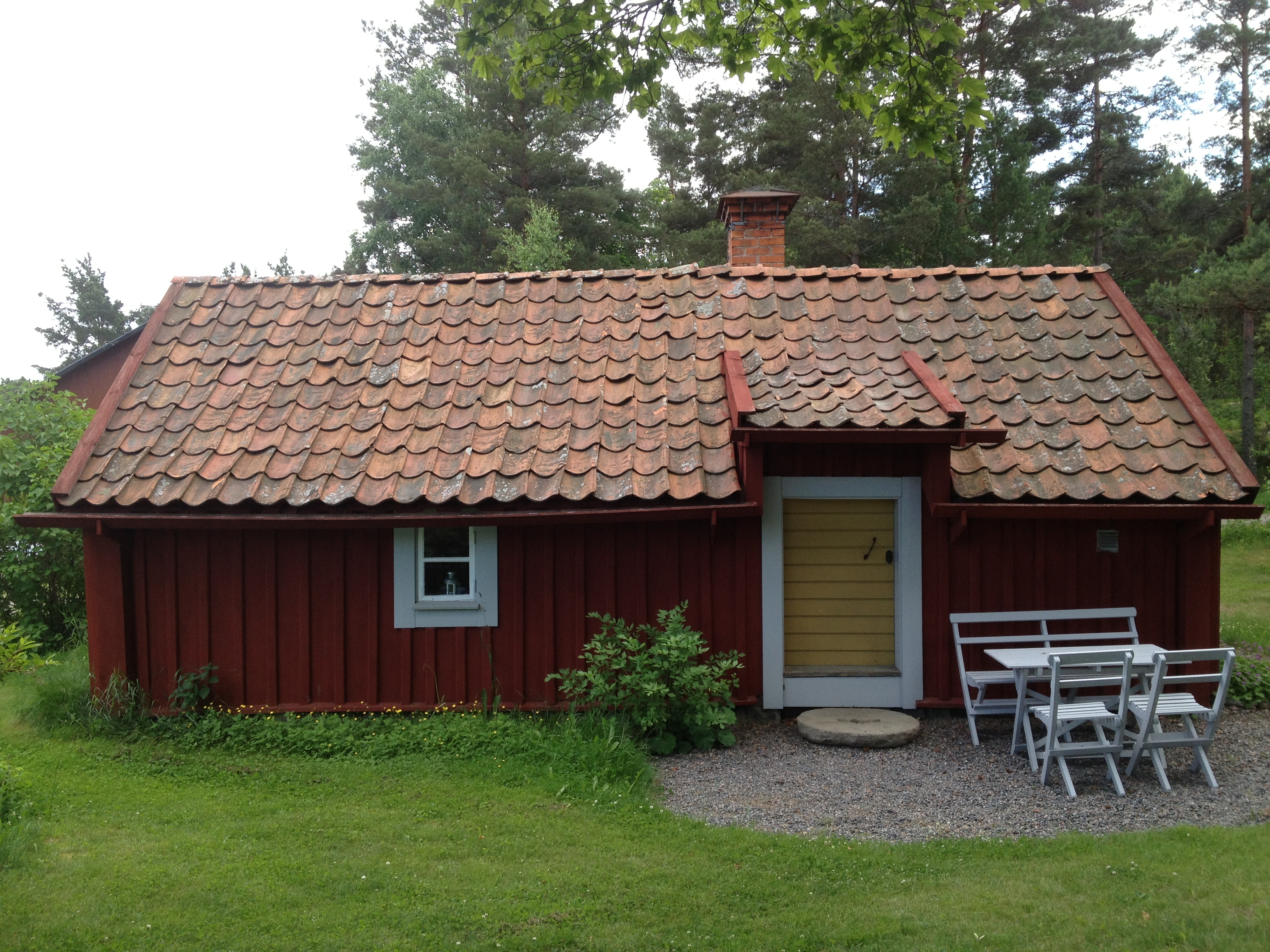
Lundstugan, en av Vråka bys äldsta byggnader.
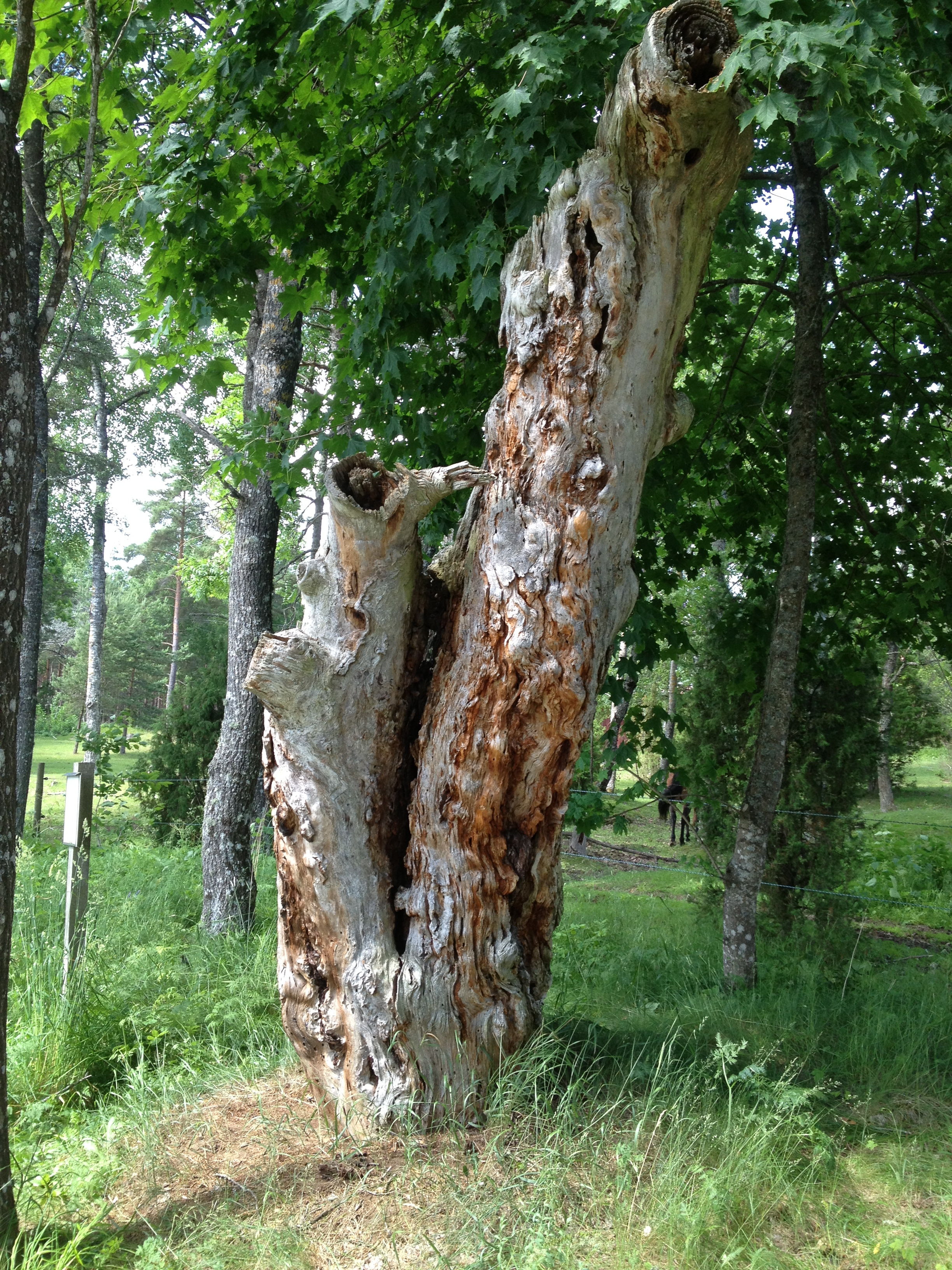
Tandvärkstallen, enligt sägen blev man av med tandvärken om man blodade sin onda tand med en spik och sedan slog in spiken i tallen.
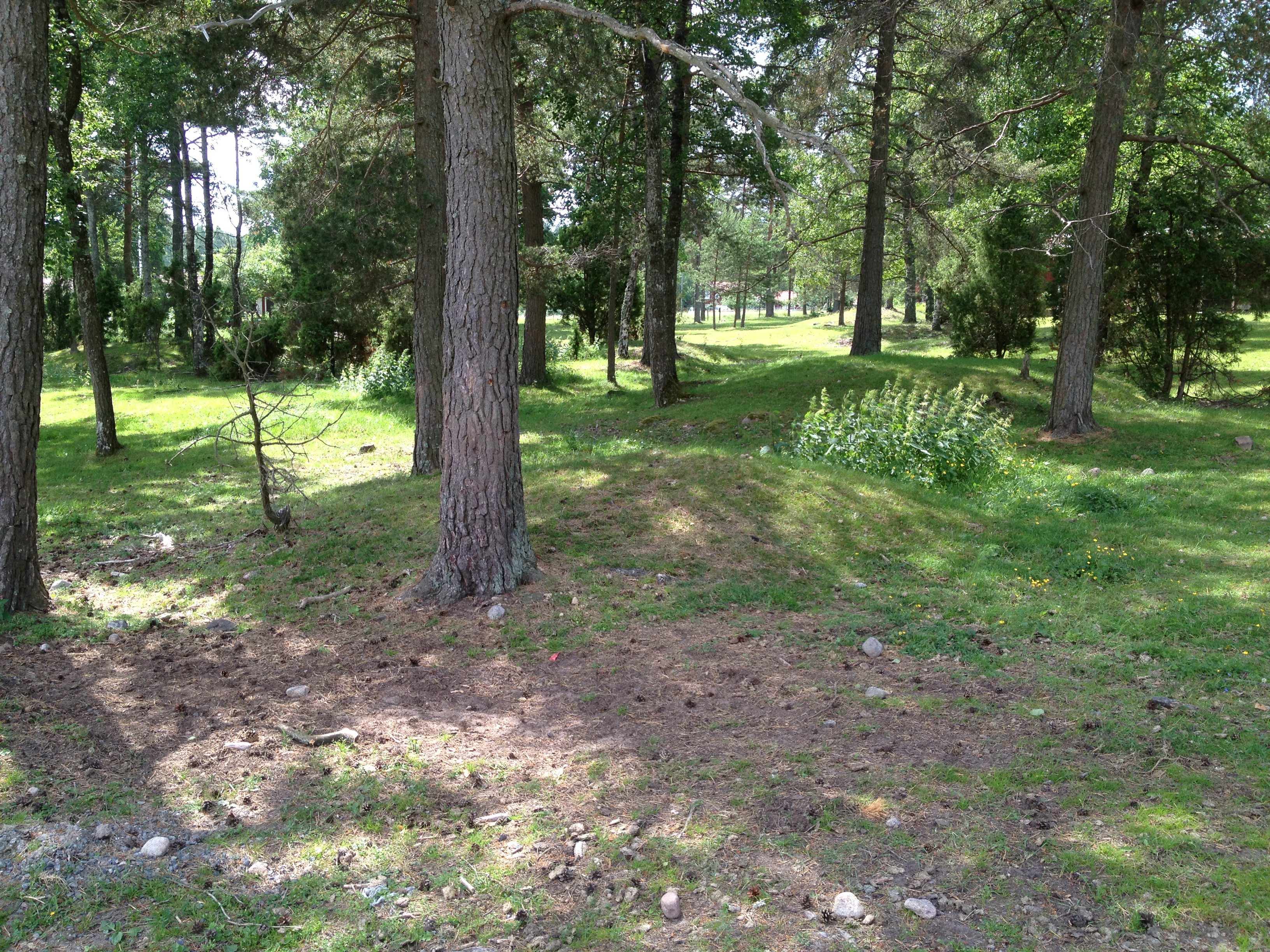
Delar av gravfältet
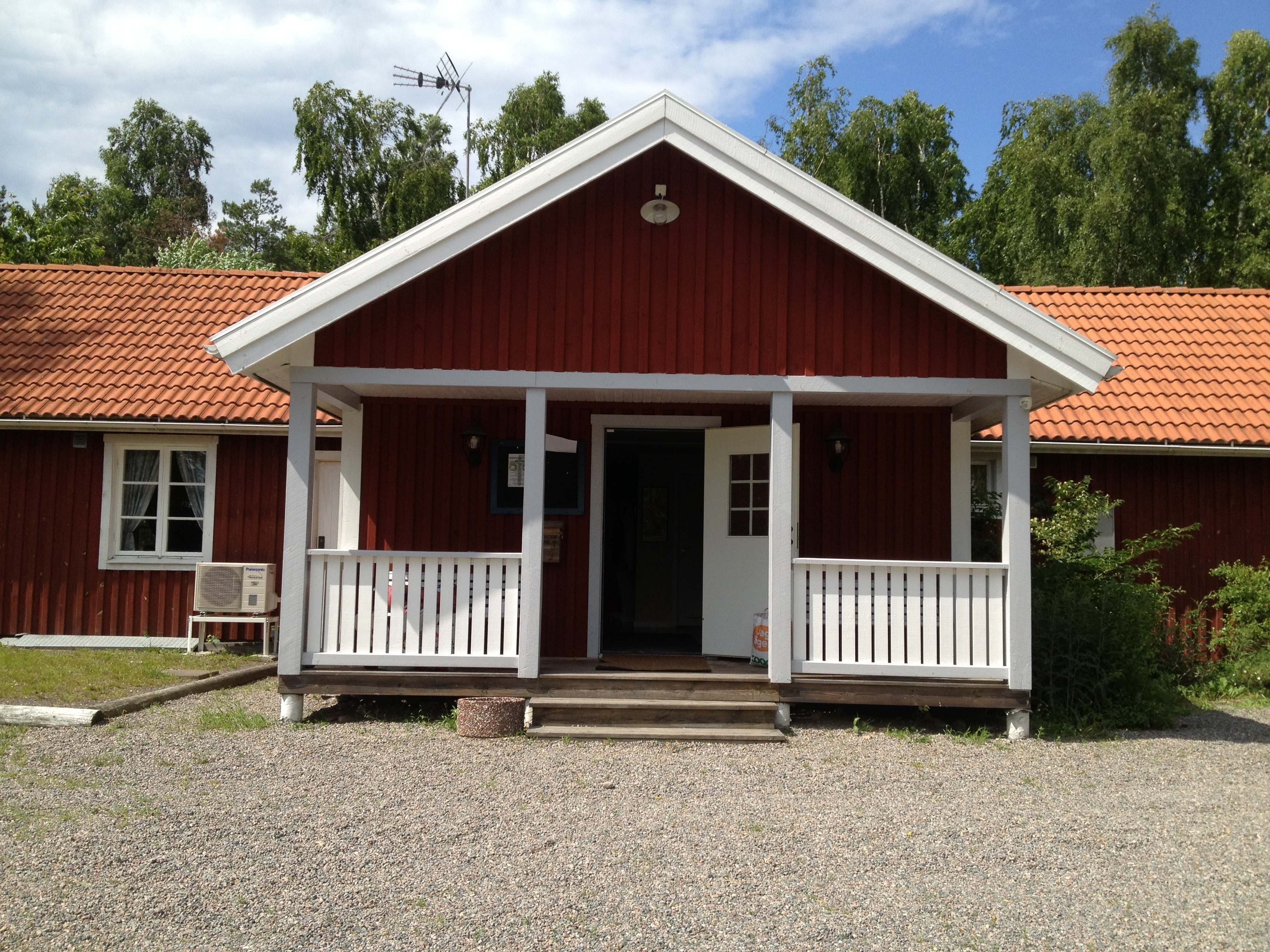
Bygdegården Mogården
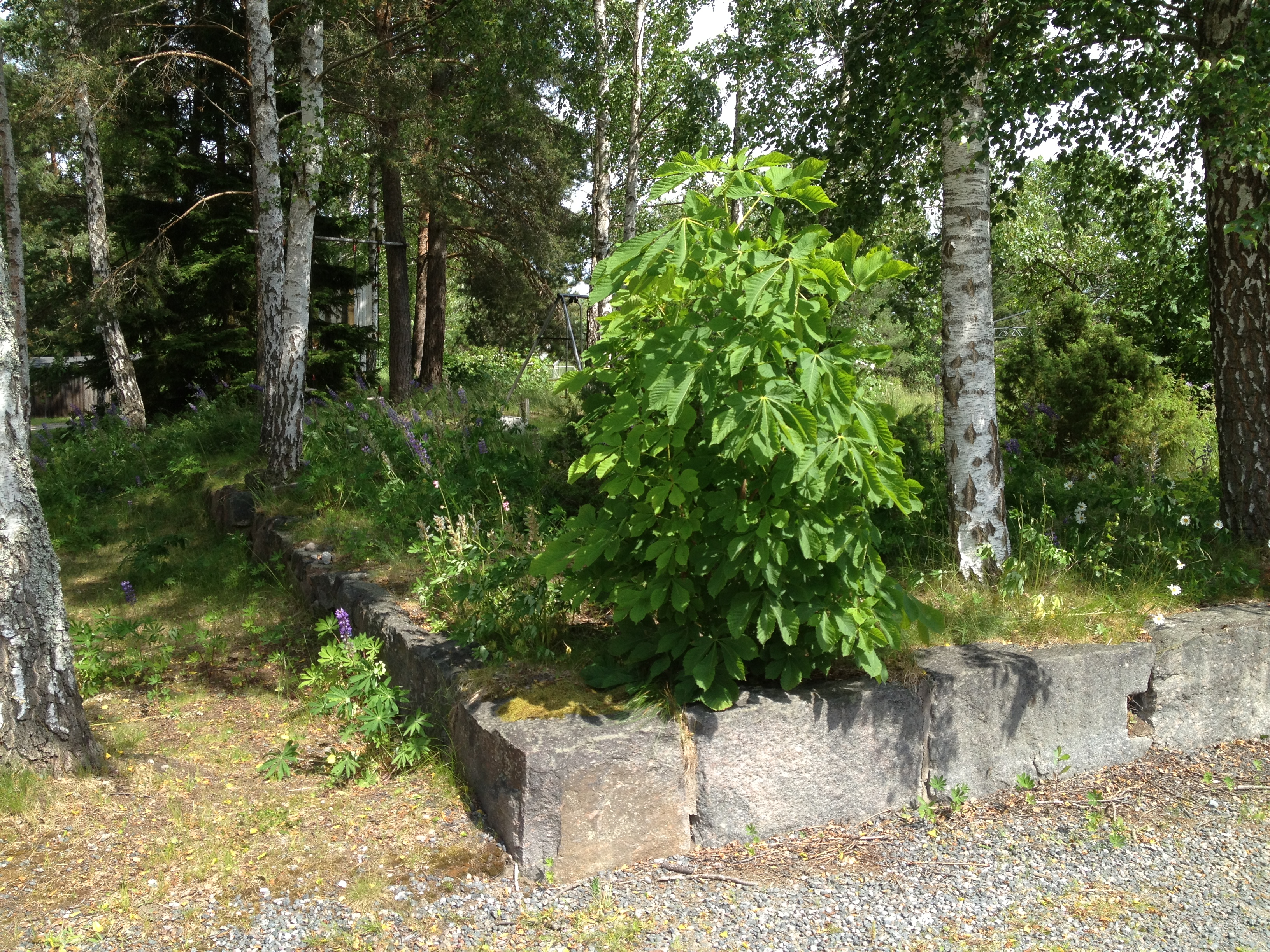
Grunden till Vråka skola som brann ned 1960

### Fotnoter
1. 1 2  Statistiska småorter 2023, befolkning, landareal, befolkningstäthet per småort, SCB, 28 november 2024, läs online.[källa från Wikidata]
2. ↑  Småorter 2015, SCB, 19 december 2016, läs online.[källa från Wikidata]
3. ↑  Kodnyckel för SCB:s statistiska tätorter och småorter - Koppling mellan gammalt och nytt kodsystem, SCB, 11 november 2021, läs online.[källa från Wikidata]
4. ↑  Förändringar i antalet småorter 2010-2015, Statistiska centralbyrån, 19 december 2016.
5. ↑  Oswald, Lars (#3/2003). ”Vandring i fäders spår”. Wåra rötter - Tjust släktforskartidning:  s. 4f. http://docs.google.com/viewer?a=v&q=cache:wx1_lGnZb9wJ:www.tjustanor.com/Dokument/wr303.pdf+vr%C3%A5ka+kyrkv%C3%A4gen&hl=sv&gl=se&pid=bl&srcid=ADGEESgytvcwRLVumnMOQ6xABYxfArnT17vrx4BBbrPDReEeV9Qia3Dte7IxdMqcLoKdoZw9uddL2Cl9PYkXmZ5S1tPRjbXnQ9usAikN4tC007F2OL-1hoti8jUQjkWHvezF9erXzpxw&sig=AHIEtbTdi1YCqgNgW5kqADhAlwm7efr5Dw. Läst 19 november 2010.
6. 1 2  Carlsson, Stig. ”Viktiga årtal i Vråka”. Arkiverad från originalet den 25 mars 2016. https://web.archive.org/web/20160325143717/http://www.purestad.se/hend/ar.html. Läst 21 november 2010.
7. ↑  ”Vandringsleder i Västerviks kommun”. Västerviks kommun. Arkiverad från originalet den 25 augusti 2010. https://web.archive.org/web/20100825023838/http://www.vastervik.se/templates/VVKommun_Page.aspx?id=3716. Läst 21 november 2010.
8. ↑  ”Kyrkvägen”. Vastervik.com. Arkiverad från originalet den 2 oktober 2013. https://web.archive.org/web/20131002075102/http://www2.vastervik.com/sv/se-gora/a392216/kyrkvagen/detaljer. Läst 28 september 2013.
9. ↑  Brandin, Hans. ”Seriösa men inte allvarliga”. Västerviks-Tidningen. Arkiverad från originalet den 2 oktober 2013. https://web.archive.org/web/20131002003918/http://www.vt.se/nyheter/default.aspx?articleid=4590190. Läst 19 november 2010.
10. ↑  Palm 2010, s. 177–187.
11. 1 2  ”Sammanställning av allmänna vägar i Kalmar län”. Länsstyrelsen i Kalmar län. http://www.lansstyrelsen.se/kalmar/SiteCollectionDocuments/Sv/publikationer/F%c3%b6rfattningar/2012/12006.pdf. Läst 10 april 2012.[död länk]